# Рекс Лин
Рекс Мейнард Лин (на английски: Rex Maynard Linn; роден на 13 ноември 1956 г.) е американски филмов и телевизионен актьор. Най-известен е с ролята си на Франк Трип в сериала „От местопрестъплението: Маями“.

## Частична филмография

### Филми
- „Гръмотевично сърце“ (1992)
- „Снайперист“ (1993)
- „Катерачът“ (1993)
- „Железният Уил“ (1994)
- „Уайът Ърп“ (1994)
- „Реална опасност“ (1994)
- „Десантна зона“ (1994)
- „Островът на главорезите“ (1995)
- „Тенекиена купа“ (1996)
- „Дълга целувка за лека нощ“ (1996)
- „Инцидентът“ (1997)
- „Месия на бъдещето“ (1997)
- „Стари приятели 2“ (1998)
- „Час пик“ (1998)
- „Светлина от миналото“ (1999)
- „Инстинкт“ (1999)
- „Призраци от Марс“ (2001)
- „Соленото езеро“ (2002)
- „Преследваният“ (2003)
- „Деца на килограм“ (2003)
- „След залеза“ (2003)
- „Американско оръжие“ (2005)
- „Апалуза“ (2008)
- „Джанго без окови“ (2012)
- „Дяволски възел“ (2013)
- „Който оцелее, ще разказва“ (2014)

### Телевизия
- „Лекар в Аляска“ (1991)
- „Дуги Хаузър“ (1991)
- „Приключенията на Бриско Каунти младши“ (1994)
- „Военна прокуратура“ (1995 – 2000)
- „На гости на третата планета“ (1996 – 1997)
- „Наш Бриджис“ (1997)
- „Уокър, тексаският рейнджър“ (1999)
- „Хамелеонът“ (2000)
- „Профайлър“ (2000)
- „Беглецът“ (2000 – 2001)
- „От местопрестъплението: Маями“ (2003 – 2012)
- „Изкуплението на Грейс“ (2007)
- „Нашвил“ (2015 – 2016)
- „Обадете се на Сол“ (2016)